# Ziesar
Ziesar é um município da Alemanha, situado no distrito de Potsdam-Mittelmark, no estado de Brandemburgo. Tem 67,46 km² de área, e sua população em 2019 foi estimada em 2.510 habitantes.